# NGC 4660
NGC 4660 ist eine elliptische Galaxie vom Hubble-Typ E2 im Sternbild Jungfrau auf der Ekliptik. Sie ist schätzungsweise 46 Millionen Lichtjahre von der Milchstraße entfernt und hat einen Durchmesser von etwa 30.000 Lichtjahren. Unter der Katalognummer VVC 2000 wird sie  als Mitglied des Virgo-Galaxienhaufens gelistet.

Im selben Himmelsareal befinden sich u. a. die Galaxien IC 3698, IC 3701, IC 3711, IC 3743.
Das Objekt wurde am 15. März 1784 von dem deutsch-britischen Astronomen Friedrich Wilhelm Herschel entdeckt.